# 三江镇 (巴中市)
三江镇，是中华人民共和国四川省巴中市巴州区下辖的一个乡镇级行政单位。

## 行政区划
三江镇下辖以下地区：
三江口社区、民主村、上游村、龙门村、双寨村、回星村、明月村、鳌溪村、大兴村、天马村、普济村、中兴村和木鱼村。